# Лондонський морський договір (1930)
Лондонський морський договір 1930 року — міжнародний договір щодо обмеження військово-морських озброєнь, укладений 22 квітня 1930 року в Лондоні 5 провідними морськими державами: США, Великою Британією, Японією, Францією та Італією.
Договір обумовлював обмеження з будівництва кораблів тих класів, які не були передбачені рішеннями Вашингтонської морської конференції 1921—1922 років.

## Хід переговорів
На Вашингтонській морської конференції п'ятьма провідними морськими державами була досягнута домовленість щодо обмеження тоннажу авіаносців та лінкорів. Ці країни зосередились на будівництві та модернізації крейсерів, підводних човнів та інших бойових кораблів. Тому була скликана нова конференція, яка проходила у Лондоні з 21 січня по 22 квітня 1930 року, на якій мала укластись угода щодо обмеження будівництва кораблів у класах, не передбачених Вашингтонським договором.
У ході переговорів сторони зіткнулись із значними розбіжностями у своїх позиціях. Італія вимагала встановлення однакових із Францією квот в усіх класах кораблів. Японія хотіла мати однакову із США та Великою Британією кількість підводних човнів. Через наявність розбіжностей було прийняте рішення, що кожна сторона може підписати лише ті пункти договору, які її влаштовують.
До 1 квітня була досягнута домовленість, за якою Японія отримувала право на 60 % від тоннажу американських важких крейсерів, 70 % від тоннажу американських легких крейсерів та есмінців, і рівний зі США та Великою Британією тоннаж підводних човнів.
Франція та Італія не досягли жодної домовленості.

## Умови договору

### Лінкори
Відповідно до умов договору сторони зобов'язувались протягом 1931—1936 років не спускати на воду нових лінкорів. США, Велика Британія та Японія зобов'язались за 14 місяців розібрати або переобладнати декілька лінкорів, щоб через 14 місяців після ратифікації угоди у США та Великої Британії залишилось по 15 лінкорів, в Японії — 9.
Франція та Італія не погодились з окремими положеннями договору й залишили за собою право будувати лінкори до досягнення обмежень, закладених Вашингтонським договором.

### Підводні човни
Договір регламентував кількість та умови будівництва підводних човнів. Максимальна водотоннажність встановлювалась у 2000 т. Крім того, кожній країні дозволялось мати по 3 підводні човни водотоннажністю 2800 т.
Крім того, стосовно цивільних кораблів підводні човни мають дотримуватись тих самих норм міжнародного права, що й надводні кораблі.

### Крейсери
Максимальна кількість важких крейсерів встановлювалась:
- США — 18 крейсерів
- Велика Британія — 15 крейсерів
- Японія — 12 крейсерів

### Загальна водотоннажність
Загальна водотоннажність крейсерів, підводних човнів та есмінців становила:
- США — 526,2 тис. т.
- Велика Британія — 541,7 тис. т.
- Японія — 367,05 тис. т.

Обмеження щодо загальної водотоннажності були підписані лише США, Великою Британією та Японією.

### Строк дії договору
Договір набрав чинності 1 січня 1931 року й мав діяти 6 років. Щодо підводних човнів дія договору не обмежувалась в часі.

## Оцінка договору
Лондонський морський договір 1930 року певною мірою задовольняв усі сторони. США домоглись формального паритету з Великою Британією. Японія досягла визнання своєї військово-морської могутності, скоротивши відставання від США. Велика Британія досягла своєї мети стосовно будівництва важких крейсерів (що було пріоритетом США та Японії).
Відповідно до умов договору істотно (у півтора раза) скорочувались військово-морські озброєння, чітко встановлювались обмеження щодо будівництва нових суден.